# Vescomtat de Cambrai
Cambrai fou un vescomtat o castellania al nord del regne de França. Els castellans foren nomenats pels bisbes de Cambrai, que van tenir els drets eminents a partir del 1007 quan van adquirir definitivament el comtat de Cambrai, abans sota administració del bisbes per delegació imperial, per diploma d'Enric II del Sacre Imperi Romanogermànic.
El primer vescomte esmentat fou Joan esmentat vers 970/980. Indisciplinat amb el bisbe aquest va nomenar Gautier de Lens per controlar-lo i finalment per substituir-lo.
Gautier el va succeir i és esmentat fins al 1011. Va deixar un fill, Gautier II.
Gautier II fou assassinat el 1041. Es va casar amb Ermentruda que després del 1041 es va casar amb Joan I d'Arràs. Va deixar dos fills sent l'hereva Adela de Cambrai que devia morir vers 1046, sent casada amb Hug de Douai
Joan d'Arràs fou nomenat castellà el 1046/1048 (i procurador d'Arràs el 1046). Era viu el 1056. Es va casar amb Ermentruda (de Cambrai) 
Hug I de Douai, germà de Gautier I castellà de Douai, fou nomenat castellà o vescomte en data desconeguda vers 1070. Vivia encara el 1097 i segurament fins al 1111. Es va casar amb Ada de Rumigny i va tenir tres fills, Simó d'Oisy (mort abans que el pare), Hug d'Oisy i un altre Simó d'Oisy.
Hug II de Douai i d'Oisy, el fil hereu, fou castellà de Cambrai i senyor d'Oisy i de Crèvecoeur. Va governar fins al 1133 i es va fer monjo a Vaucelles. Estava casat amb Hildiarda de Mons filla de Gusuí de Mons i van tenir quatre fills (Simó, i tres filles).
Simó d'Oisy va ser el successor i va governar almenys fins al 1171. de la seva dona Ada de la Ferté-Ancoul (filla de Jofre de la Ferté-Ancoul) va tenir cinc fills (Gil mort en batalla el 1164, Hug III, Pere bisbe de Cambrai el 1177, Hildiarda i Matilde).
Hug III de Duai i d'Oisy va governar des de vers el 1171 fins a almenys el 1189. Es va casar amb Gertrudis (divorciada d'Humbert III comte de la Mauriena) filla de Thierry d'Alsàcia, comte de Flandes, la qual va renunciar als seus drets d'herència i es va fer monja a Messines. Hug es va casar en segones noces amb Margarita de Blois, filla de Tibald V de Blois, Chartres, etc. que després d'enviudar es va casar (1190) amb Otó (Otto von Staufen) comte palatí de Borgonyà, i més tard (vers 1200) amb el senyor Gauthier II d'Avesnes, i va morir el 12 de juliol de 1230.
L'herència va passar a la branca de la germana d'Hug III, Hildiarda d'Oisy, vescomtessa de Meaux, morta abans del 1177, que havia estat casada amb Andreu de Montmirail, senyor de la Ferté-Gaucher (mort abans de 1180) representada pel fill d'aquestos dos, Andreu de Montmirail.